# Miwoktalen

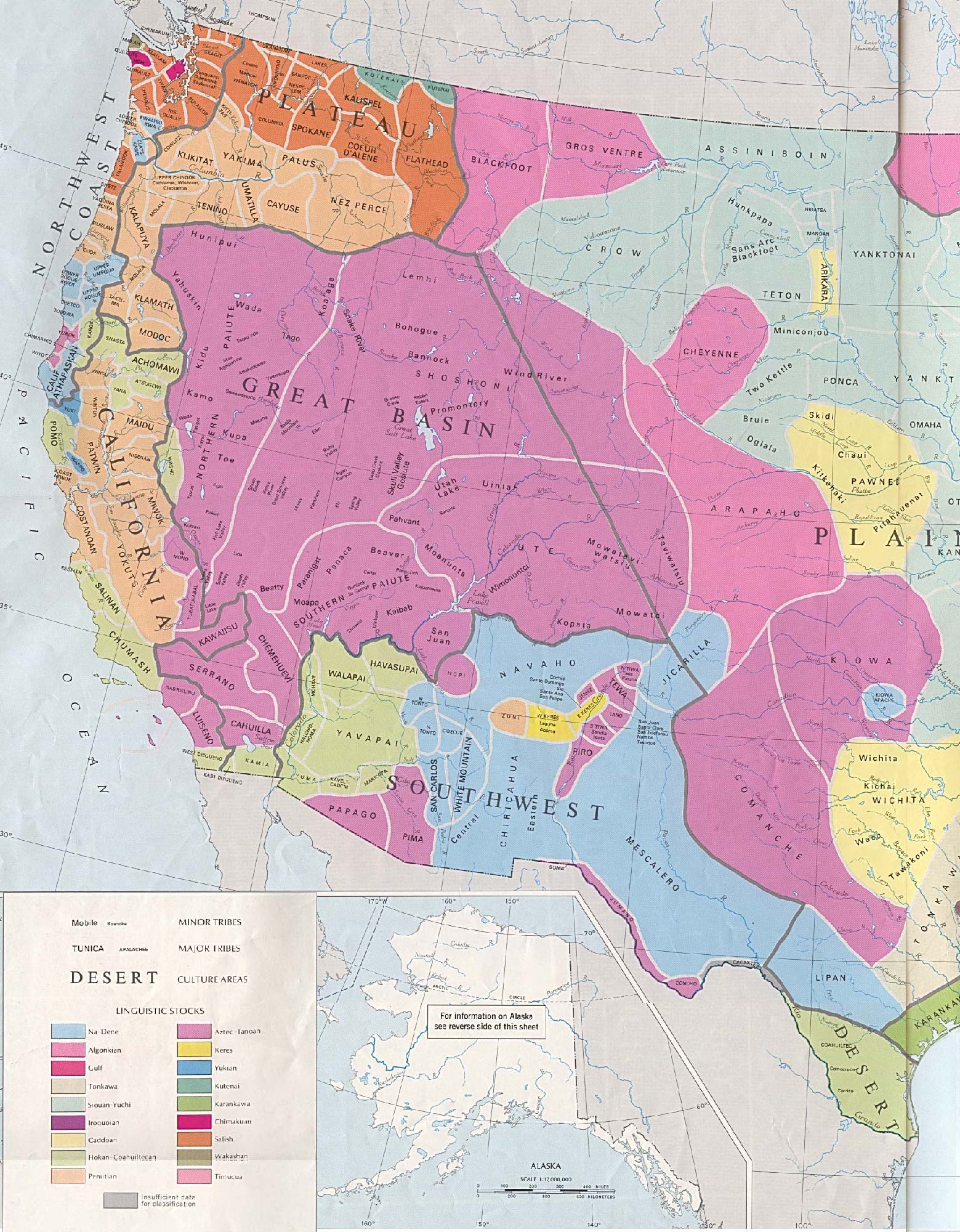
Kaart van indiaanse taalfamilies, met in het midden van de regio Californië Coast Miwok en Plains and Sierra Miwok

De Miwoktalen, ook Moquelumnaanse talen genoemd, vormen een bedreigde indiaanse taalfamilie, gesproken op de westelijke hellingen van de Sierra Nevada in Noord-Californië en in de San Francisco Bay Area. Samen met de Ohlonetalen vormen ze de Utitaalfamilie. Van de zeven oorspronkelijke Miwoktalen worden er nog vier gesproken, zij het door slechts enkele sprekers. De best geattesteerde taal is Southern Sierra Miwok.
Volgens een conservatieve schatting van Alfred L. Kroeber leefden er in 1770 zeker 11.000 Miwok in Californië, uitgezonderd de Bay Miwok. Vanaf de late 18e eeuw kreeg het volk echter te lijden onder epidemieën van Europese oorsprong, een instroom van kolonisten en overplaatsing naar reservaten, waardoor het aantal sprekers van Miwoktalen in snel tempo afnam. Het feit dat in reservaten vaak volken met een totaal verschillende taal bij elkaar werden geplaatst versnelde het verdwijnen van deze talen, die tegenwoordig alle uitgestorven of bijna uitgestorven zijn.
De Zwitserse etnoloog Albert Samuel Gatschet veronderstelde al in 1877 dat de Miwoktalen en Ohlonetalen verwant waren en plaatste ze bij elkaar in een familie die hij Mutsun noemde. Deze verwantschap werd later bewezen door Catherine Callaghan, en Mutsun, tegenwoordig bekend onder de naam Utitalen, is algemeen aanvaard in de taalkundige wereld. In 1913 publiceerden Roland B. Dixon en Alfred L. Kroeber hun Penutische hypothese, waarin Miwok en Ohlone met Maidu, Wintu en Yokuts de Penutische taalfamilie vormden. Later werden ook andere talen aan de familie toegevoegd. Het bestaan van de verwantschap tussen de Penutische talen is niet bewezen.
Volgens David Frederickson ontstond Proto-Miwok tussen 1000 en 500 v.Chr. in het noorden van de San Francisco Bay Area, vanwaar het zich verspreidde naar het westen en zuiden.

## Talen
- Oostelijk Miwok
  - Plains Miwok (†)
  - Bay Miwok (Saclan) (†)
  - Valley en Sierra Miwok
    - Northern Sierra Miwok (1 spreker)
    - Central Sierra Miwok (12 sprekers)
    - Southern Sierra Miwok (7 sprekers)
- Westelijk Miwok
  - Coast Miwok (†) (De dialecten Bodega en Marin waren mogelijk aparte talen)
  - Lake Miwok (2-3 sprekers, geen actief gebruik)[2]